# Aoulef
Aoulef est une commune de la wilaya d'Adrar, située dans la région de Tidikelt, en Algérie.

## Géographie

### Situation
Le territoire de la commune se situe à l'est de la wilaya d'Adrar. La ville d'Aoulef est située :
- à 101 km à l'est de Reggane, par la route, et à 98 km à vol d'oiseau ;
- à 184 km au sud-est d'Adrar, par la route, et à 167 km à vol d'oiseau ;
- à 1 411 km au sud d'Alger, par la route, et à 1 176 km à vol d'oiseau.

| Reggane | Tamekten        | Tit    |
| Reggane | Aoulef          | Akabli |
| Reggane | Reggane, Akabli | Akabli |

### Relief, géologie, hydrographie

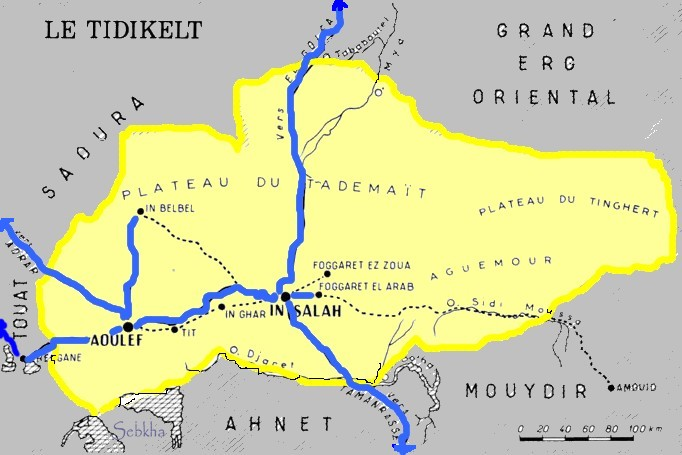
Carte du Tidikelt

Aoulef est une oasis de la région du Tidikelt, au cœur du désert algérien.

### Lieux-dits, quartiers et hameaux
En 1984, la commune d'Aoulef est constituée des localités suivantes :
- Ouamanat
- Takaraft
- Djedid
- Gasbet Bellal
- Gasbet Maïkhaf
- Roukina
- Zaouit Heinoume
- Habbadat
- La palmeraie de Tit (45 km à l'est)

## Patrimoine
- Forêt pétrifiée à neuf kilomètres de l'entrée de la ville.
- Écritures rupestres datant de plusieurs siècles sur les hauteurs d'une colline appelée "El Kedia".
- C'est à Aoulef qu'a été découvert pour la première fois un fossile de Sarcosuchus imperator, appelé pour cette raison Crocodile d'Aoulef[3].

## Santé
L'hôpital Noureddine Sahraoui d'Aoulef est une structure sanitaire, sise dans la commune d'Aoulef, qui dépend du centre hospitalier universitaire d'Oran, et qui relève de la Direction de la Santé et de la Population (DSP) de la wilaya d'Adrar.
Les consultations spécialisées ainsi que les hospitalisations des habitants de cette commune se font dans l'un des hôpitaux de la wilaya d'Adrar:
- Hôpital Ibn Sina d'Adrar[4].
- Hôpital Mohamed Hachemi de Timimoun[5].
- Hôpital de Reggane.
- Hôpital Noureddine Sahraoui d'Aoulef[6].
- Hôpital de Bordj Badji Mokhtar[7].
- Hôpital de Zaouiet Kounta[8].
- Pôle hospitalier de Tililane[9].
  - Hôpital général de 240 lits[10].
  - Hôpital gériatrique de 120 lits.
  - Hôpital psychiatrique de 120 lits.
  - Centre anti-cancer de 120 lits.